# فاطماکویو (توفان بی‌لی)
فاطماکویو (به ترکی استانبولی: Fatmakuyu) یک منطقهٔ مسکونی در ترکیه است که در توفانبیلی واقع شده‌است. بیشتر مردم آن از کردها هستند.